# Лэнгдон, Траджан
Траджан Шака Лэнгдон (англ. Trajan Shaka Langdon; родился 13 мая 1976 года в Пало-Алто, Калифорния) — американский профессиональный баскетболист, игравший на позиции атакующего защитника.

## Биография
Родился 13 мая 1976 года в Пало Альто, штат Калифорния. Вскоре после рождения его семья перебралась в Анкоридж (Аляска), где выступал на уровне школы. Отец Траджана — Стив Лэнгдон, профессор антропологии университета Анкориджа.
В 1994 году был выбран клубом «Сан-Диего Падрес» в 6-м раунде драфта Главной лиги бейсбола. В 1994, 1995 и 1997 годах выступал в низших лигах за дочерние команды «Падрес» «Спокан Индианс» и «Айдахо Фоллз».
В баскетболе на студенческом уровне выступал за Университет Дьюка. За четыре года в колледже Траджан установил рекорд вуза по количеству трехочковых, в 1999 году вместе с командой вышел в финал NCAA. В связи с локаутом в НБА в 1998 году привлекался в национальную сборную США, в составе которой стал бронзовым призёром чемпионата мира ФИБА.
В 1999 году в возрасте 23 лет был выбран на драфте НБА в первом раунде под 11-м номером клубом «Кливленд Кавальерс» и стал первым игроком с Аляски, попавшим в НБА.
После трёх лет в Кливленде переехал в Европу, где успешно выступал за команды «Бенеттон» (Италия), «Эфес Пилсен» (Турция), «Динамо» Москва и ЦСКА. В составе последней дважды побеждал в Евролиге, в сезоне 2007—2008 был признан самым ценным игроком Финала Четырёх. 16 июня 2011 года после победы в очередном чемпионате России объявил о завершении карьеры.
С 2012 по осень 2015 года проработал в скаутской службе «Сан-Антонио». Осенью 2015 года вошёл в тренерский штаб «Кливленда» в качестве административного директора. В мае 2016 года был назначен ассистентом генерального менеджера «Бруклин Нетс», в мае 2019 года — генеральным менеджером клуба «Нью-Орлеан Пеликанс». В мае 2024 года перешел во фронт-офис «Детройта» на роль президента по баскетбольным операциям.

## Достижения

### Клубные
- Чемпион России по баскетболу (6): 2005/06, 2006/07, 2007/08, 2008/09, 2009/10, 2010/11.
- Серебряный призёр чемпионата России: 2004/05.
- Обладатель Кубка России по баскетболу (3): 2006, 2007, 2010.
- Чемпион Евролиги (2): 2005/06, 2007/08.
- MVP Финала четырёх Евролиги 2008[6].
- Самый ценный игрок 3 тура Единой лиги ВТБ в сезоне 2010/11[7].
- Победитель конкурса трехочковых бросков в рамках матча всех звёзд ПБЛ 2011 года[8]
- Чемпион Единой лиги ВТБ: 2009/10.
- Обладатель Промокубка Единой лиги ВТБ 2008
- Чемпион Турции по баскетболу: 2003/04.
- Обладатель Кубка Турции по баскетболу: 2004.
- Чемпион Италии по баскетболу: 2002/03.
- Обладатель Кубка Италии по баскетболу: 2003.
- Обладатель Суперкубка Италии по баскетболу: 2003.
- Финалист NCAA: 1999.
- Чемпион штата Аляска: 1994

### Сборная США
- Бронзовый призёр Чемпионата Мира 1998 года.
- Победитель чемпионата Америки по баскетболу среди юношей до 18 лет 1994 года

## Статистика

### Статистика в НБА
| Сезон                                                                                    | Команда  | Регулярный сезон | Регулярный сезон | Регулярный сезон | Регулярный сезон | Регулярный сезон | Регулярный сезон | Регулярный сезон | Регулярный сезон | Регулярный сезон | Регулярный сезон | Регулярный сезон | Серия плей-офф | Серия плей-офф | Серия плей-офф | Серия плей-офф | Серия плей-офф | Серия плей-офф | Серия плей-офф | Серия плей-офф | Серия плей-офф | Серия плей-офф | Серия плей-офф |
| Сезон                                                                                    | Команда  | GP               | GS               | MPG              | FG%              | 3P%              | FT%              | RPG              | APG              | SPG              | BPG              | PPG              | GP             | GS             | MPG            | FG%            | 3P%            | FT%            | RPG            | APG            | SPG            | BPG            | PPG            |
| ---------------------------------------------------------------------------------------- | -------- | ---------------- | ---------------- | ---------------- | ---------------- | ---------------- | ---------------- | ---------------- | ---------------- | ---------------- | ---------------- | ---------------- | -------------- | -------------- | -------------- | -------------- | -------------- | -------------- | -------------- | -------------- | -------------- | -------------- | -------------- |
| 1999/00                                                                                  | Кливленд | 10               | 0                | 14,5             | 37,5             | 42,1             | 100,0            | 1,5              | 1,1              | 0,5              | 0,0              | 4,9              | Не участвовал  | Не участвовал  | Не участвовал  | Не участвовал  | Не участвовал  | Не участвовал  | Не участвовал  | Не участвовал  | Не участвовал  | Не участвовал  | Не участвовал  |
| 2000/01                                                                                  | Кливленд | 65               | 5                | 17,2             | 43,1             | 41,1             | 89,5             | 1,4              | 1,2              | 0,6              | 0,1              | 6,0              | Не участвовал  | Не участвовал  | Не участвовал  | Не участвовал  | Не участвовал  | Не участвовал  | Не участвовал  | Не участвовал  | Не участвовал  | Не участвовал  | Не участвовал  |
| 2001/02                                                                                  | Кливленд | 44               | 0                | 10,8             | 39,8             | 36,5             | 91,3             | 1,3              | 1,4              | 0,3              | 0,1              | 4,8              | Не участвовал  | Не участвовал  | Не участвовал  | Не участвовал  | Не участвовал  | Не участвовал  | Не участвовал  | Не участвовал  | Не участвовал  | Не участвовал  | Не участвовал  |
|                                                                                          | Всего    | 119              | 5                | 14,6             | 41,6             | 39,6             | 91,0             | 1,3              | 1,3              | 0,5              | 0,1              | 5,4              | Не участвовал  | Не участвовал  | Не участвовал  | Не участвовал  | Не участвовал  | Не участвовал  | Не участвовал  | Не участвовал  | Не участвовал  | Не участвовал  | Не участвовал  |
| Наведите курсор мыши на аббревиатуры в заголовке таблицы, чтобы прочесть их расшифровку. |          |                  |                  |                  |                  |                  |                  |                  |                  |                  |                  |                  |                |                |                |                |                |                |                |                |                |                |                |

## Личная жизнь
Траджан Лэнгдон — сын доктора Стива Лэнгдона, профессора антропологии Университета Аляски. Траджан часто ездил со своим отцом в антропологические поездки по юго-восточной Аляске.

## Интересные факты
- В университете Траджан также играл за бейсбольную команду и даже был выбран на драфте МЛБ командой «Сан-Диего Падрес», но в итоге выбрал баскетбол.[2]